# Lippai Péter
Lippai Péter (Miskolc, 1966. október 7. –) dandártábornok.

## Életpályája
https://kiadvany.magyarhonvedseg.hu/wp/2020/08/06/dr-lippai-peter-dandartabornok/
https://hhk.uni-nke.hu/document/hhk-uni-nke-hu/NKE_%C3%B6n%C3%A9letrajz_Lippai_P%C3%A9ter_magyar.pdf

## Családja
Nős, öt gyermek édesapja.

## Előmenetele
- 1988.08.20. – főhadnagy
- 1993.08.20. – százados
- 1998.08.20. – őrnagy
- 2004.08.01. – alezredes
- 2010.01.01. – ezredes
- 2019 – dandártábornok